# エレナ・グラーフ
エレナ・グラーフ（Elena Graf、1988年 - ）は、ドイツのヴァイオリン奏者。
フランクフルトの出身。3歳からピアノを学び、12歳からフライブルク音楽大学でイェルク・ホフマンとラティカ・ホンダ＝ローゼンベルクにヴァイオリンを師事。2005年から翌年までミュンヘン音楽大学でクリストフ・ポッペン、2006年から2010年までフランクフルト音楽大学でユリア・フィッシャーの指導を受けた。2010年以降は同音楽大学の大学院でプリア・ミッチェルの薫陶を受ける。さらに、アナ・チュマチェンコ、ライナー・クスマウル、デヴィッド・セロンやクリスティアン・テツラフ等のマスター・クラスにも参加。2010年にはフライブルク国際ヴァイオリン・コンクールで優勝。2012年のロドルフォ・リピツァー賞国際ヴァイオリン・コンクールでは4位入賞を果たした。